# NGC 3785
NGC 3785 est une vaste galaxie lenticulaire relativement éloignée et située dans la constellation du Lion. NGC 3785 a été découverte par l'astronome français Édouard Stephan en 1881.

## Caractéristiques
Sa vitesse par rapport au fond diffus cosmologique est de 9 322 ± 22 km/s, ce qui correspond à une distance de Hubble de 137,5 ± 9,6 Mpc (∼448 millions d'al).
Selon l'image obtenue du relevé SDSS, on pourrait croire que NGC 3784 et NGC 3785 forme une paire de galaxies, mais NGC 3784 est à 346 millions d'années-lumière de la Voie lactée. La distance entre ces deux galaxies est de plus de 100 millions d'années-lumière. Il s'agit donc d'une paire purement optique.